# 岩本武和
岩本 武和（いわもと たけかず、1957年（昭和32年）6月22日 - ）は、日本の経済学者。専門は、国際経済学、国際金融論、国際マクロ経済学、国際金融制度。西南学院大学経済学部教授。京都大学名誉教授。広島県広島市生まれ。

## 人物
父親は元プロ野球選手・コーチの岩本章である。
師匠に、伊東光晴（京都大学名誉教授）をもつ。
所属学会は、日本国際経済学会(幹事、理事、常任理事、会長 2012年10月～2014年10月)、経済学史学会、日本金融学会。
京都大学では、国際経済学、国際金融論、国際経済政策などの講義を担当し、京都大学公共政策大学院でも教鞭をとっていた。

## 略歴

### 学歴
- 1977年3月　灘高等学校卒業
- 1982年3月　早稲田大学政治経済学部経済学科卒業
- 1988年3月　京都大学大学院経済学研究科博士後期課程単位取得退学
- 1999年9月　京都大学博士（経済学）[1]

### 職歴
- 1988年4月　東京外国語大学留学生日本語教育センター講師
- 1990年4月　静岡大学人文学部経済学科助教授
- 1993年4月　京都大学経済学部助教授
- 1999年10月　京都大学大学院経済学研究科教授
- 2014年4月　京都大学大学院経済学研究科長・経済学部長
- 2018年4月　京都大学公共政策大学院連携研究部長・教育部長
- 2021年4月　西南学院大学経済学部教授

## 著作

### 単著
- 『ケインズと世界経済』（岩波書店, 1999年, ISBN 4000227041）
- 『国際経済学 国際金融編』(ミネルヴァ書房、 2012年9月, ISBN 4623064794)

### 共著
- （大塚勇一郎、永井進）『基本現代経済学入門』（有斐閣, 1997年, ISBN 4641160171）
- （奥和義、小倉明浩、金早雪、星野郁）『グローバル・エコノミー』（有斐閣, 2001年, ISBN 4641121354）
- （阿部顕三）『岩波小辞典　国際経済・金融』（岩波書店, 2003年, ISBN 4000802143）

### 翻訳
- フィッシャー他著（監訳, 伊豆久・高橋信弘・佐藤隆広との共訳）『IMF資本自由化論争』（岩波書店, 1999年, ISBN 4000024817）
- ジョン・イートウェル, ランス・テイラー著（伊豆久との共訳）『金融グローバル化の危機 国際金融規制の経済学』（岩波書店, 2001年,ISBN 4000225154）